# مشکین‌گربه هاوسا
مشکین‌گربه هاوسا (نام علمی: Genetta thierryi) نام یک گونه از سرده مشکین‌گربه است.